# José Magalhães Costa
José de Magalhães Alves Costa, igualmente conhecido como Padre José Magalhães Costa (Ribas, Celorico de Basto, 18 de Novembro de 1890 - 10 de Dezembro de 1948), foi um sacerdote, professor, investigador e jornalista português.

## Biografia
Nasceu em 18 de Novembro de 1890, no lugar de Quintã, na freguesia de Ribas do concelho de Celorico de Basto, filho de Francisco Magalhães Alves e de Francisca Magalhães Costa. Frequentou o Liceu de Guimarães e depois o Seminário de Braga, onde estudou teologia. Porém, os seus estudos foram interrompidos quando esteve preso durante cerca de dois anos na Penitenciária de Coimbra, alegadamente devido ao seu envolvimento numa sublevação monárquica em Celorico de Basto. Foi libertado em 1914, podendo então concluir o curso, tendo sido ordenado como sacerdote em 1916. Em 1919 foi nomeado como padre da freguesia de Ribas.
Em 1933 tornou-se director do jornal Diário do Minho, e nesse ano também começou a ensinar ciências físico-químicas no Seminário Menor da Arquidiocese, tendo ocupado ambas as posições a convite do arcebispo primaz Deixou uma vasta obra, dispersa em livros, jornais e revistas, sobre vários temas, incluindo fotografia, ciências físico-químicas, história e as sagradas escrituras. O seu trabalho Um delito de Opinião foi baseado em apontamentos produzidos durante a sua prisão em Coimbra. Em 1942 estudou o Povoado do Crasto, um antigo castro da Idade do Bronze no concelho de Mondim de Basto, tendo referido a presença de «resto de muralha e três casinhas redondas de pedra miúda enterradas no chão ate uns 60 ou 70 cm de altura».
Faleceu em 10 de Dezembro de 1948, e o funeral foi organizado no dia 12, tendo o corpo sido depositado no cemitério de Ribas.
Um busto de Magalhães Costa foi colocado no jardim em frente da Igreja Paroquial de Ribas.